# Новоаганськ
Новоага́нськ (рос. Новоаганск) — селище міського типу у складі Нижньовартовського району Ханти-Мансійського автономного округу Тюменської області, Росія. Адміністративний центр Новоаганського міського поселення.
Населення — 10343 особи (2010, 9717 у 2002).